# 福井市美山中学校
福井市美山中学校（ふくいし みやまちゅうがっこう）は、福井県福井市美山町にある公立中学校。

## 沿革

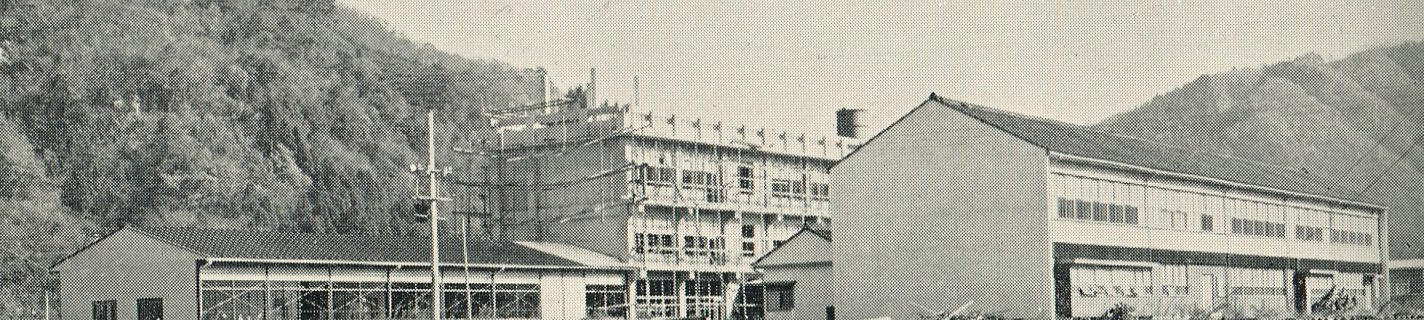
完成直前の旧校舎
1960年撮影

- 1960年（昭和35年）5月 - 美山町内の6中学校を統合し、足羽郡美山中学校を設置する。6中学校の校舎はそのまま使用[1]。
- 1962年（昭和37年）4月 - 校舎が完成し生徒を新校舎へ収容する。
- 1964年（昭和39年）9月 - 町制執行により足羽郡美山町美山中学校と改称。
- 1995年（平成7年）12月 - 新校舎・体育館が落成。
- 2006年（平成18年）2月 - 市町村合併で福井市となったことにより、福井市美山中学校と改称。

## アクセス
- JR越美北線（九頭竜線） 美山駅下車、約350 m。
- 京福バス 55・58・59系統（大野線）「美山駅」下車、約350 ｍ。いずれも越美北線 越前大野駅を経由する路線で、55・59系統は北陸新幹線・ハピラインふくい線・えちぜん鉄道勝山永平寺線 福井駅発着。
- E8 北陸自動車道 福井ICから、主に国道158号経由 約12 km。
- E67 中部縦貫自動車道 大野ICから、主に国道158号経由 約16 km。